# Chip Beck
Charles Henry Beck, noto anche con lo pseudonimo di Chip (Fayetteville, 12 settembre 1956), è un ex golfista statunitense.

## Carriera
Divenuto professionista nel 1978, nel PGA Tour ha ottenuto in totale 4 vittorie tra il 1988 ed il 1992. Arrivato per due volte secondo a pari merito agli U.S. Open (1986 e 1989), nel 1993 è giunto secondo ai Masters. Altri risultati di rilievo sono il Vardon Trophy nel 1988, le 40 settimane passate nella top 10 della classifica mondiale dal 1988 al 1989 e le tre partecipazioni alla Ryder Cup, dal 1989 al 1993.